# Regions autònomes de la Xina

Mapa on s'hi mostren les cinc regions autònomes de la Xina en groc.

A la República Popular de la Xina, es coneix com a regió autònoma (xinès tradicional: 自治區, xinès simplificat: 自治区, pinyin: zìzhìqū, literalment 'àrea autònoma') un dels quatre tipus de divisions de primer nivell segons la constitució del país, juntament amb les províncies, les municipalitats i les regions administratives especials. Segons el capítol tercer de l'actual constitució xinesa (de 1982), les regions autònomes tenen certes competències legislatives, econòmiques i administratives que les províncies xineses no tenen, però tot i així les regions autònomes disposen de menys autonomia que les regions administratives especials (Hong Kong i Macau).
Oficialment les regions autònomes existeixen per protegir les minories de la Xina, de manera que cadascuna de les cinc regions es correspon amb un grup ètnic diferent als han (l'ètnia de la majoria del país). Les cinc regions autònomes i les seves ètnies designades són:
- Guangxi, pels zhuang (32,0% dels habitants de la regió l'any 2000, per un 62,0% de han).
- Mongòlia Interior mongols (17,13% dels habitants de la regió l'any 2000, per un 79,17% de han).
- Ningxia pels hui (33,9% dels habitants de la regió l'any 2000, per un 65,5% de han).
- Regió Autònoma del Tibet pels tibetans (92,8% dels habitants de la regió l'any 2000, per un 6,1% de han).
- Xinjiang pels uigurs (45,21% dels habitants de la regió l'any 2000, per un 40,58% de han).

Això no obstant, el govern de la República Popular de la Xina reconeix 50 grups ètnics més. A alguns d'aquests grups els ha dotat d'altres mecanismes de cert autogovern com són les prefectures autònomes, els districtes ètnics i les tres banderes autònomes.

## Història
Acabada la Segona Guerra Mundial i en el context de la Guerra Civil de la Xina, el Partit Comunista Xinès volia annexionar Mongòlia al territori xinès. No obstant la Unió Soviètica, encapçalada per Ióssif Stalin, va pressionar per tal que s'establís una República de Mongòlia independent. El resultat final fou la creació de l'estat mongol amb les fronteres actuals i l'annexió de la Mongòlia interior a la Xina, que s'establí en forma de regió autònoma l'any 1947.
Després d'aquesta primera regió autònoma, i seguint els principis teòrics del comunisme soviètic (que organitzà la Unió de Repúbliques Socialistes Soviètiques en termes similars a la posterior organització territorial xinesa) s'hi afegiren Xinjiang l'any 1955, Ningxia i Guangxi en 1958 i la Regió Autònoma del Tibet en 1965.